# Caicó
Caicó é um município brasileiro pertencente ao estado do Rio Grande do Norte. Principal cidade da região do Seridó, localiza-se na zona central do estado, distante 267 km da capital estadual, Natal.  Seu território ocupa uma área de 1.228,583 km², o equivalente a 2,33% da superfície estadual, posicionando-o como o quinto município com maior extensão do Rio Grande do Norte. Sua população em 2024, de acordo com estimativas do IBGE, era de 63 339 habitantes, o que a coloca como a oitava cidade mais populosa do estado, sendo a segunda mais populosa do interior do Rio Grande do Norte, com uma densidade populacional de 51,6 habitantes por quilômetro quadrado.
A história de Caicó está intimamente ligada a maneira da vivência de sua população ao longo dos séculos por meio de suas manifestações culturais agregadas ao povo sertanejo.  Situada na confluência dos rios Seridó e Barra Nova, na microrregião do Seridó Ocidental, exibe uma altitude média de 208 metros acima do nível do mar. No âmbito do turismo, sua atração principal é a Festa de Sant'Ana, realizada no mês de julho, que em 2010 foi tombada como patrimônio imaterial do Brasil. Caicó também é lembrada por seus bordados típicos, sua rica culinária típica, além de seu singular carnaval.
Conhecido centro pecuarista e algodoeiro, Caicó apresenta o quinto maior Índice de Desenvolvimento Humano (IDH) do interior e semiárido nordestino. Alcançando um dos maiores índice de longevidade do Rio Grande do Norte. O município ainda se destaca por possuir o menor índice de exclusão social do estado segundo o IBGE, o quinto menor índice de vulnerabilidade social do Nordeste, além do maior índice de prosperidade social da região segundo o IPEA.

## Etimologia

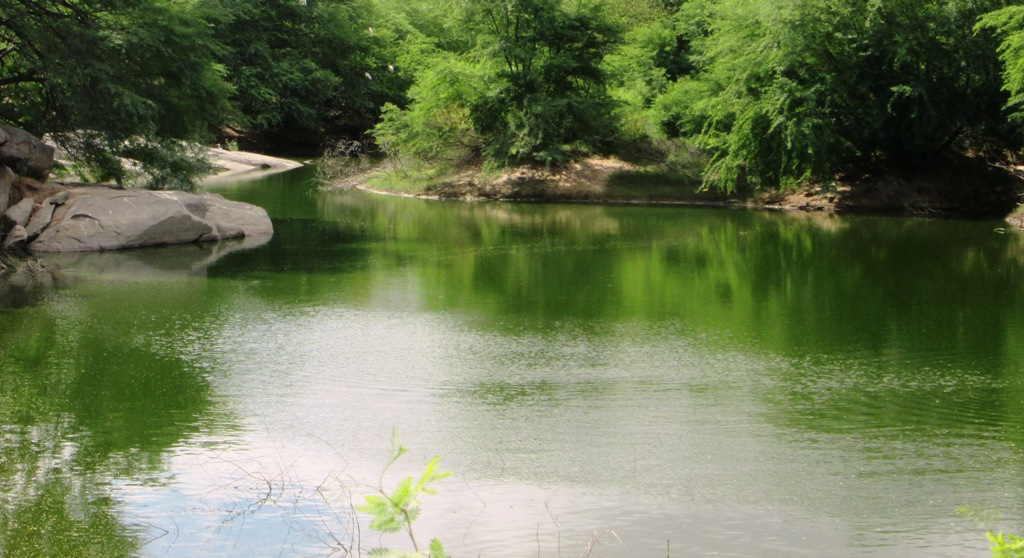
Poço de Santana, fonte de água onde segundo a lenda se originou a cidade

Existem várias versões sobre a origem e adoção do nome do município de "Caicó". Uma teoria é que o topônimo municipal deriva da tribo indígena que povoava a região na época da chegada dos desbravadores - Os Caicós da família indígena dos Cariris. Segundo alguns indianistas a palavra significaria "macaco esfolado" e seria alcunha dada à tribo local por outra, sua inimiga. No dicionário da língua tupi, Lemos Barbosa diz que a palavra Caicó deriva da língua cariri e que significa "mato ralo", em referência ao aspecto da natureza física regional.
Segundo o pesquisador caicoense Olavo de Medeiros Filho (1934-2005), o topônimo vinha de uma ave agourenta, comedora de cobras e que havia em abundância no curso d'água que passava próximo a casa-forte do cuó, chamado rio Acauã. Os topônimos "acauã" e "cuó" seriam sinônimos, sendo a primeira forma em tupi e a segunda em tarairiú e ambas as formas designavam o pássaro que dava nome ao rio e à região. Considerando a partícula "quei" como sendo "rio", rio Acauã seria o mesmo que "Queicuó", posteriormente Caicó.
Outra versão é defendida por Câmara Cascudo, que refere sua gênese a partir dos termos "Acauã" e "Cuó", que servem à designação de acidentes geográficos (rio e serra, respectivamente). "Acauã" pertence à língua Tupi e "Cuó", ao dialeto dos tapuias e tarairius. Tais tribos ainda identificavam o rio pelo termo "quei", o que sugere que Caicó seja uma corruptela de "Queicuó", o mesmo que rio do Cuó.

### Versão lendária
| “ | Quando o sertão era virgem, a tribo dos “Caicós”, célebre por sua ferocidade e que se julgava invencível porque Tupã vivia ali, encarnado num touro bravio que habitava um intrincado mofumbal, existente no local onde hoje está situada a cidade. A tribo foi destroçada, mas o misterioso mofumbal, morada de um deus selvagem, permaneceu intacto. Certo dia, um vaqueiro inexperiente penetrou no mofumbal, vendo-se, de repente, atacado pelo touro sagrado. O vaqueiro, no entanto, lembrou-se de fazer voto a Senhora Sant’Ana de construir uma Capela ali, se a Santa o livrasse a tempo do perigo. Milagrosamente o touro desapareceu e o vaqueiro, tão logo possível, desmatou a área e iniciou a construção da capela. | ” |

## História

### Pré-história
Entre o fim do Pleistoceno e início do Holoceno, começaram a ser ocupadas áreas por grupos de caçadores que se estabeleceram próximo aos rios e fontes d’água, adaptando-se, assim, às árduas condições dos sertões. As mais antigas datações radiocarbônicas de enterramentos humanos da região do Seridó são de aproximadamente 10 mil anos atrás, encontrada no município de Parelhas. Nessa época, os grupos humanos coabitavam com espécimes hoje extintas de megafauna, como tigres dentes-de-sabre, mastodontes, paleolamas, preguiças gigantes e tatus gigantes.
As pinturas rupestres encontradas na região são agrupadas em uma subtradição, que é a representação visual de um universo simbólico primitivo, não necessariamente pertençam aos mesmos grupos étnicos podendo estar separados por cronologias distantes; sendo chamada de subtradição Seridó, caracterizada por figuras de pirogas (embarcações rudimentares), objetos e ornamentos corporais e representação de plantas, dando ideia de paisagem. São constantes ainda temas como a caça, envolvendo animais como veados, emas, tucanos, onças, araras e capivaras; dança ritual em torno de árvore e o lúdico, na forma de “jogos”. A sociedade da Subtradição Seridó era estritamente hierárquica, caracterizada pelas representações de antropomorfos com cocares sobre a cabeça, identificadores de sua alta posição social.
Hoje ainda são encontradas na região figuras da Tradição Itaquatiara ou Itaquatiaras, aparecendo em blocos ou rochas ao lado dos cursos d’água, nelas aparecem, comumente, grafismos puros e sinais como tridígitos, círculos, linhas e quadrados, como os encontrados no sítio arqueológico da Gruta da Caridade. Tais registros reforça a hipótese de que o seu território foi povoado por diversas levas de povos pré-históricos, em diferentes épocas. Esse povoamento, feito através de diferentes grupos humanos, deu origem às tribos indígenas.

### Colonização e povoamento

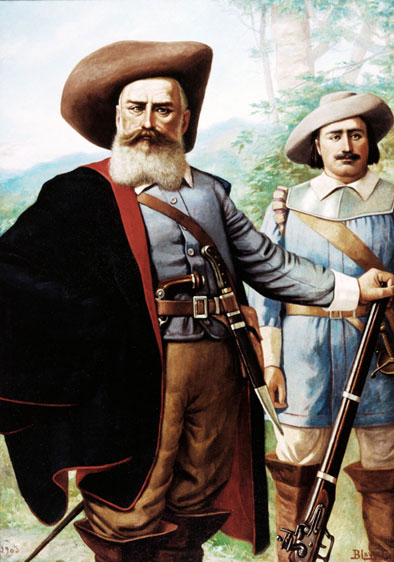
O bandeirante Domingos Jorge Velho comandou ataques aos nativos abrindo caminho para o povoamento da região.

A região da Ribeira do Seridó era habitada pelos índios cariris e tarairiús, divididos em cinco grandes grupos: canindés, cariris, jenipapos, sucurus e pegas. O primeiro contato e tentativa de colonização se deu pelos flamengos, no entanto, não obteve sucesso devido à Guerra dos Bárbaros ou Confederação Cariri.
Em 1687, chega às terras o coronel Antônio de Albuquerque da Câmara, para combater os gentios, usando a Casa Forte do Cuó como base militar. No entanto o ambiente continuava tenso, a ponto do então governador-geral do Brasil, Matias da Cunha em 1688, convocar os serviços do bandeirante Domingos Jorge Velho, que combateu vindo a prender o cacique Canindé, que em 1692 firmou um acordo de paz com os portugueses.
O povoamento se deu inicialmente por paraibanos e pernambucanos à procura de terras para criação de gado, uma vez que a Carta Régia de 1701 proibia o criatório de gado a menos de 10 léguas do litoral para não interferir na produção de cana-de-açúcar. Foram concedidas sesmarias como recompensa por feitios militares, como a expulsão dos holandeses e para padres, com a construção da capela em honra a Sant'Ana em 1695. Já em 1700 se deu a fundação do Arraial de Queiquó, por Manuel de Souza Forte. No entanto as primeiras famílias a se instalarem plenamente se deu a partir de 1720, por portugueses vindos principalmente do norte de Portugal e Açores.

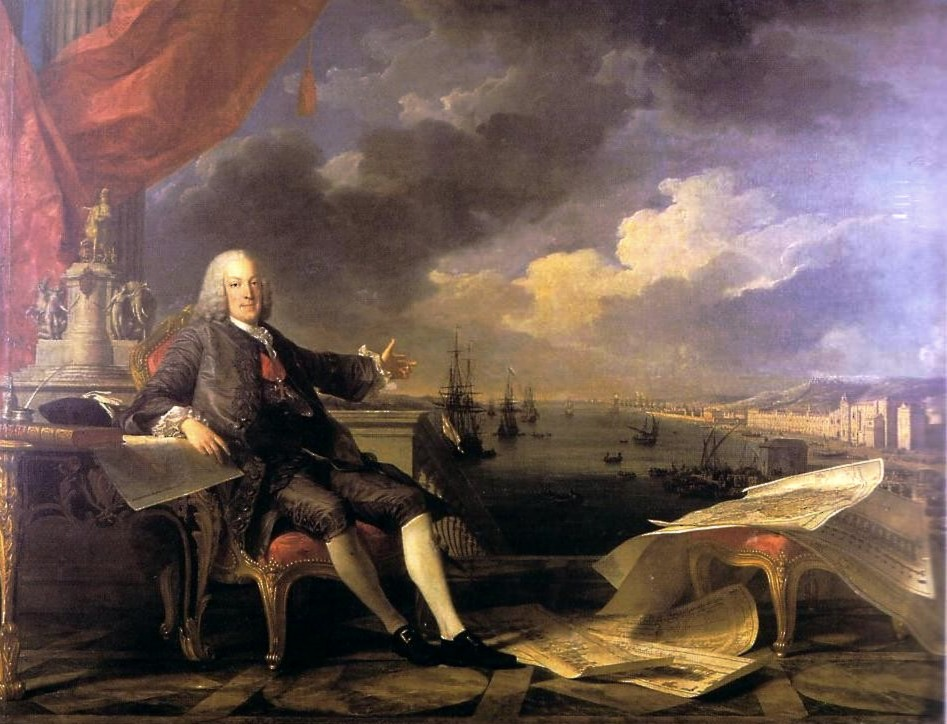
Em 1748, Marquês de Pombal (na foto) elevou o arraial à condição de Vila.

Em 7 de julho de 1735, o arraial foi elevado a condição de "Povoado de Caicó". No intuito de interiorizar o povoamento do nordeste, o Marquês de Pombal elevou à condição de Vila, batizando-a de Vila Nova do Príncipe, em homenagem ao então príncipe e futuro rei Dom João VI. Tornando-se assim sede da Freguesia da Gloriosa Senhora Sant'Ana do Seridó, desmembrada em 1748 da Freguesia de Nossa Senhora do Bom Sucesso de Piancó, atual cidade de Pombal, no estado da Paraíba. E aos 15 de dezembro de 1868 o governador da Província, Manuel José Marinho, assinou a Lei Provincial n.o 612, elevando a mesma à categoria de cidade com o nome de “Cidade do Príncipe”. Até que, em 1890,  o Governo Provisório alterou o nome para "Cidade do Seridó". Tal decreto revogado em 7 de julho do mesmo ano, alteraria o nome da cidade para Caicó, nome indígena pelo qual era conhecida desde a fundação. A adoção do nome Caicó se deu com objetivo de expurgar as marcas do Império presentes na terminologia "Cidade do Príncipe", estando inserida no contexto da nova política nacional republicana.

### Demarcação do território e integração ao Rio Grande do Norte
| Municípios desmembrados de Caicó | Municípios desmembrados de Caicó |
| Município                        | Data                             |
| -------------------------------- | -------------------------------- |
| Acari                            | 11 de abril de 1835              |
| Serra Negra do Norte             | 3 de agosto de 1874              |
| Timbaúba dos Batistas            | 10 de maio de 1948               |
| Jardim de Piranhas               | 23 de dezembro de 1948           |
| São Fernando                     | 31 de dezembro de 1948           |

Em 1735, a elevação do arraial do Queiquó a povoação e, posteriormente, a sede de freguesia, provocariam uma crise com a província da Paraíba, devido aos limites do território seridoense reivindicado por ambas as províncias. Caicó, judicial e religiosamente, pertencia à comarca e à freguesia de Nossa Senhora do Bonsucesso do Piancó, atualmente cidade de Pombal, no sertão da Paraíba. A disputa pelos limites administrativos entre as duas províncias decorria, em parte, pela ausência de autonomia do Rio Grande. A capitania esteve subordinada juridicamente à Paraíba até 1818, quando foi criada a Comarca de Natal.
A interação do sertão com a sede política da Capitania e da Província do Rio Grande foi escassa na Colônia e no Império, no entanto, em 1812, com a formação das Juntas Constitucionais das capitanias por ordem das Cortes de Lisboa, ocorreu a nomeação de dois seridoenses para a Junta Constitucional Provisória da capitania do Rio Grande: o acariense Capitão-mor Manuel de Medeiros Rocha, sendo sucedido pelo Padre Francisco de Brito Guerra, vigário do Príncipe (Caicó), que assumiu sua primeira legislatura, como deputado geral, entre os anos de 1831 e 1833 e foi senador vitalício do Império em 1837.
O Padre Brito Guerra procurando objetivar os limites da Vila Nova do Príncipe propôs ao Senado a demarcação do território da vila, representando o interesse potiguar. Seu projeto foi ratificado pelo Decreto de 25 de outubro de 1831. Três anos após o decreto publicado, a insatisfação paraibana permanecia. Em 1834, a Assembleia Provincial paraibana, em conjunto com a Câmara da Vila de Patos, representavam à Câmara Nacional, solicitando a revogação do decreto de 1831. No mesmo ano em que a Paraíba formalizou seu protesto, a Assembleia do Rio Grande do Norte enviou sua representação "contra as pretensões da Província da Paraíba, que trabalha por destruir a lei de 25 de outubro de 1831.
Ocorreram abaixo-assinados remetidos pelos "juízes de paz, inspetores, guardas nacionais e proprietários", enviados pelas câmaras das Vilas de Acari e Príncipe - onde se mostravam "contentes em pertencer à Província do Rio Grande do Norte"-, percebemos que os móveis do descontentamento respondiam pela Freguesia de Patos e pelas pretensões da Vila de Pombal. Os limites de Caicó estavam estabelecidos, então delimitou-se a enquadrar-se seu espaço no território do Rio Grande do Norte.

### Ciclo do algodão
No final do século XIX, popularizou-se o plantio de algodão nas terras do Seridó, que até então era dominado pela pecuária. Caicó, assim como toda a região do Seridó, se orgulhava em produzir uma das melhores variedades de algodão do mundo, o algodão Mocó ou algodão Seridó, variedade que resistia às secas e fornecia capuchos de fibras longas, resistentes, de brancura única e poucas sementes.
O algodão seridoense abastecia inicialmente as indústrias têxteis da Inglaterra, que, até esse momento, se abastecia do algodão estadunidense, mas que, por motivo da independência estadunidense, teve seu fornecimento bloqueado. Foi, então, preciso buscar matéria-prima em outros locais. Quando a Inglaterra retomou o comércio com os Estados Unidos, o algodão seridoense ficou em segundo plano, mas a produção já tinha destino substitutivo: as indústrias paulistas que começavam a surgir.
Em 1905, o algodão superou o status do açúcar no estado, que, com o crescimento econômico, fez surgir políticos seridoenses, assim como uma elite agrária local. Ao assegurarem o controle político do estado, buscou-se realizar as melhorias adequadas para o cultivo e escoamento do algodão. Em 1924, foi criado o Departamento de Agricultura, posteriormente o Serviço Estadual do Algodão (1924) e o Serviço de Classificação do Algodão (1927), além de outras melhorias como a construção de rodovias ligando o Seridó à capital.
Mas em meados de 1918, os paulistas começam a investir em sua produção própria, após uma geada que destruiu as plantações de café e gradativamente deixaram de comprar o algodão seridoense; aliados a falta de investimentos em tecnologia, secas prolongadas e a inserção de pragas, como o bicudo que dizimou vastos algodoais, iniciou-se então a decadência do ciclo algodoeiro.
Com interesses políticos, Assis Chateaubriand se uniu a grupos de indústrias têxteis nacionais, como a Fábrica de Tecidos Bangu e a Companhia de Tecidos Rio Tinto, no intuito de levar o algodão do Seridó para alta costura, entrou em contato e patrocinou visitas ao Brasil de estilistas europeus, como Jacques Fath, Marcel Rochas e Elsa Schiaparelli. Jacques Fath apresentou uma coleção com 25 peças confeccionadas com Algodão Seridó na França, em sua mansão em Coberville em 3 de agosto de 1952.
Mesmo com essa situação de decadência, foi em Caicó no ano de 1984, que se deu o primeiro registro da colheita de algodão de fibra colorida, dando a partir daí todo o processo de melhoramento genético dessa linhagem.

### Período republicano
Caicó foi uma das cidades pioneiras a lutar pela instalação da República, sendo a primeira do Rio Grande do Norte a possuir um núcleo republicano organizado chamado "Centro Republicano Seridoense", fundado em 1886 por Janúncio da Nóbrega. Com o Período Republicano e a cotonicultura, a cidade viveu um momento de rápido desenvolvimento com o deslocamento do centro político e econômico do estado da região litorânea (açúcar-têxtil) para o Seridó (algodão-pecuária), e com isso derrubar a Oligarquia Maranhão, que dominava o estado desde 1892.
Quando em 1923, o então presidente Artur Bernardes conduziu o caicoense José Augusto Bezerra de Medeiros para o governo do estado, abrindo caminho para outros seridoenses, como Juvenal Lamartine e Dinarte Mariz. Nessa época, Caicó viveu uma fase de intenso desenvolvimento e modernização, com a melhoria de sua infraestrutura, através da construção da ponte sobre o rio Seridó, instalação de telégrafo e rede telefônica, asfaltamento de rodovias, construção de aeródromo, "Grande Hotel", cinemas, hospital e colégios. Através de políticas higienistas sanitárias, se deu a ampliação da rede de abastecimento e saneamento, além da criação de um código de uso e ocupação do solo urbano.

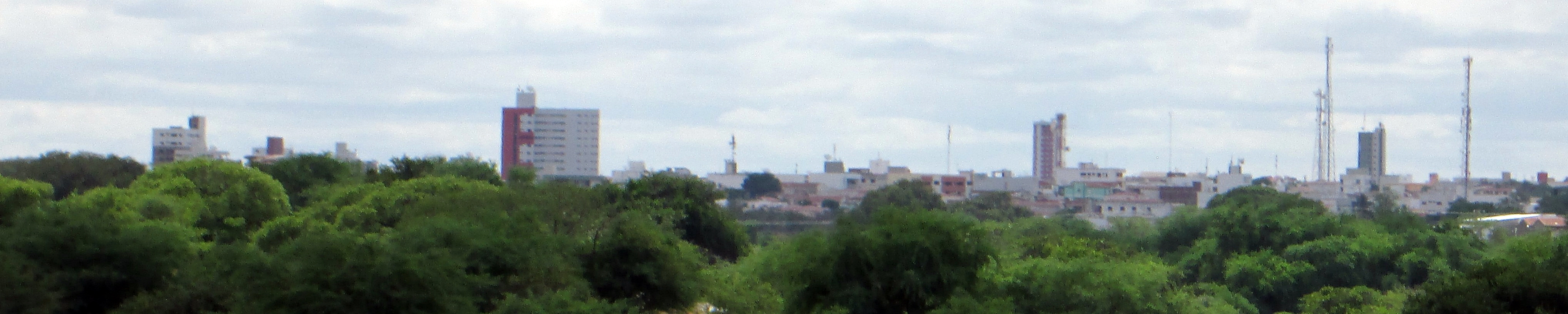
Núcleo urbano do município nos dias atuais

## Geografia
O município de Caicó está localizado a 282 km de Natal, capital estadual, e é o sexto maior município do Rio Grande do Norte em área territorial, com 1 228,583 km². Limita-se a norte com os municípios de Jucurutu e Florânia; a sul São João do Sabugi e o estado da Paraíba (Várzea); a leste São José do Seridó, Cruzeta, Jardim do Seridó e Ouro Branco e a oeste Timbaúba dos Batistas, São Fernando e Serra Negra do Norte.
De acordo com a divisão do Instituto Brasileiro de Geografia e Estatística vigente desde 2017, o município pertence às regiões geográficas intermediária e imediata de Caicó. Até então, com a vigência das divisões em microrregiões e mesorregiões, o município fazia parte da microrregião do Seridó Ocidental, que por sua vez estava incluída na mesorregião Central Potiguar.
Sua altitude varia de cem a duzentos metros. A sede do município se localiza na depressão Sertaneja, terrenos baixos situados entre as partes altas do planalto da Borborema e da chapada do Apodi. As serras e picos mais altos do município pertencem ao planalto da Borborema. Tais picos são conhecidos por campos de inselbergs, originários de processos tectônicos remotos e pela erosão diferencial em função das propriedades das rochas que a compõe. O ponto mais elevado do município é um inselberg conhecido como Serra de São Bernardo, exibindo 638 metros de altitude. Segundo o conceituado geógrafo Aziz Ab'Saber, tais formações formam a área que apresenta as mais bizarras e rústicas paisagens morfológicas e fitogeográficas do Brasil.
O solo predominante é o bruno não cálcico vértico, de fertilidade natural alta, textura arenosa/argilosa e média/argilosa, moderadamente drenado com relevo suave e ondulado. Como ocorrências minerais, encontram-se: barita, calcário, talco, ouro e tungstênio; também há existência de recursos minerais associados como rochas ornamentais,especialmente: migmatitos, brita, rocha dimensionada, mármore e gnaisse.
A vegetação característica da área é a de Caatinga, de transição entre a Caatinga Hiperxerófila e Caatinga Subdesértica. Suas folhas caem durante o período seco e renascem  após as primeiras chuvas. Trata-se da vegetação mais seca do Rio Grande do Norte, cujos componentes predominantes são cactos, árvores e arbustos dotados de microfilia, com um estrato herbáceo efêmero de rápida floração no período chuvoso. Segundo o Plano Nacional de Combate a Desertificação, Caicó está inserido em área susceptível à desertificação em categoria "Muito Grave".
O município encontra-se totalmente inserido nos domínios da bacia hidrográfica do rio Piranhas-Açu e ébanhado pelos rios Seridó, que nasce na Serra dos Cariris, na Paraíba; Rio Sabugi, que nasce na Serra dos Teixeiras, na Paraíba; e Barra Nova, que nasce na Serra do Equador, em Parelhas, no RN. Todos os cursos d'água encontrados no município são de natureza intermitente. Ainda existe uma concentração de pequenas lagoas e açudes de pequeno e grande porte, sendo os mais importantes o Açude Itans com capacidade para 81.750.000 m³ de água, a Barragem Passagem das Traíras com capacidade para 49.702.393,65 m³, a Barragem das Carnaúbas com capacidade para 30.000.000 m³ e o Açude Mundo Novo da EMPARN, com capacidade para 3.000.000§m³.

### Clima
| Maiores acumulados de precipitação em 24 horas registrados em Caicó por meses (INMET/ANA/EMPARN) | Maiores acumulados de precipitação em 24 horas registrados em Caicó por meses (INMET/ANA/EMPARN) | Maiores acumulados de precipitação em 24 horas registrados em Caicó por meses (INMET/ANA/EMPARN) | Maiores acumulados de precipitação em 24 horas registrados em Caicó por meses (INMET/ANA/EMPARN) | Maiores acumulados de precipitação em 24 horas registrados em Caicó por meses (INMET/ANA/EMPARN) | Maiores acumulados de precipitação em 24 horas registrados em Caicó por meses (INMET/ANA/EMPARN) |
| Mês                                                                                              | Acumulado                                                                                        | Data                                                                                             | Mês                                                                                              | Acumulado                                                                                        | Data                                                                                             |
| ------------------------------------------------------------------------------------------------ | ------------------------------------------------------------------------------------------------ | ------------------------------------------------------------------------------------------------ | ------------------------------------------------------------------------------------------------ | ------------------------------------------------------------------------------------------------ | ------------------------------------------------------------------------------------------------ |
| Janeiro                                                                                          | 196 mm                                                                                           | 05/01/1994                                                                                       | Julho                                                                                            | 100 mm                                                                                           | 06/07/1964                                                                                       |
| Fevereiro                                                                                        | 152 mm                                                                                           | 16/02/1991                                                                                       | Agosto                                                                                           | 130 mm                                                                                           | 02/08/2000                                                                                       |
| Março                                                                                            | 151,8 mm                                                                                         | 22/03/1960                                                                                       | Setembro                                                                                         | 25 mm                                                                                            | 12/09/1973                                                                                       |
| Abril                                                                                            | 160 mm                                                                                           | 02/04/1989                                                                                       | Outubro                                                                                          | 89 mm                                                                                            | 23/10/2010                                                                                       |
| Maio                                                                                             | 194 mm                                                                                           | 27/05/1995                                                                                       | Novembro                                                                                         | 58,8 mm                                                                                          | 04/11/2013                                                                                       |
| Junho                                                                                            | 95,2 mm                                                                                          | 02/06/2004                                                                                       | Dezembro                                                                                         | 110 mm                                                                                           | 25/12/1963                                                                                       |
| Período: 1 de janeiro de 1922-presente                                                           |                                                                                                  |                                                                                                  |                                                                                                  |                                                                                                  |                                                                                                  |

Caicó possui clima semiárido (do tipo Bsh na classificação climática de Köppen-Geiger), apresentando temperaturas elevadas durante todo o ano e chuvas concentradas entre os meses de janeiro a maio. As precipitações ocorrem sob a forma de chuva e, mais raramente, de granizo. O tempo de insolação é de aproximadamente 2 800 horas/ano, de acordo com a estação meteorológica da Universidade Federal do Rio Grande do Norte (UFRN), que pertence à rede do Instituto Nacional de Meteorologia (INMET) e opera desde março de 1995.
Desde a abertura da estação, a menor temperatura ocorreu em 23 de abril de 1995 (16,8 °C) e a maior em 31 de outubro de 2023 (40,9 °C). Máximas iguais ou superiores a 40 °C também ocorreram nos dias  25 de setembro de 2023 (40,4 °C), 3 de dezembro de 2019 (40,3 °C), 7 de dezembro de 2019 (40,1 °C), 25 de outubro de 2023 (40,1 °C), 18 de janeiro de 2003 (40 °C) e 28 de janeiro de 2007 (40 °C).
De acordo com o INMET, a Agência Nacional de Águas e Saneamento (ANA) e a Empresa de Pesquisa Agropecuária do Rio Grande do Norte (EMPARN), o maior acumulado pluviométrico em 24 horas foi de 196 mm em 5 de janeiro de 1994. Outros acumulados de destaque incluem 194 mm em 27 de maio de 1995 e 171,2 mm em 22 de janeiro de 1996. O recorde mensal é de 728 mm em abril de 1989 e o ano mais chuvoso foi 1985, com 1821 mm.
| Dados climatológicos para Caicó/UFRN (OMM: 82690)                                              | Dados climatológicos para Caicó/UFRN (OMM: 82690) | Dados climatológicos para Caicó/UFRN (OMM: 82690) | Dados climatológicos para Caicó/UFRN (OMM: 82690) | Dados climatológicos para Caicó/UFRN (OMM: 82690) | Dados climatológicos para Caicó/UFRN (OMM: 82690) | Dados climatológicos para Caicó/UFRN (OMM: 82690) | Dados climatológicos para Caicó/UFRN (OMM: 82690) | Dados climatológicos para Caicó/UFRN (OMM: 82690) | Dados climatológicos para Caicó/UFRN (OMM: 82690) | Dados climatológicos para Caicó/UFRN (OMM: 82690) | Dados climatológicos para Caicó/UFRN (OMM: 82690) | Dados climatológicos para Caicó/UFRN (OMM: 82690) | Dados climatológicos para Caicó/UFRN (OMM: 82690) |
| Mês                                                                                            | Jan                                               | Fev                                               | Mar                                               | Abr                                               | Mai                                               | Jun                                               | Jul                                               | Ago                                               | Set                                               | Out                                               | Nov                                               | Dez                                               | Ano                                               |
| ---------------------------------------------------------------------------------------------- | ------------------------------------------------- | ------------------------------------------------- | ------------------------------------------------- | ------------------------------------------------- | ------------------------------------------------- | ------------------------------------------------- | ------------------------------------------------- | ------------------------------------------------- | ------------------------------------------------- | ------------------------------------------------- | ------------------------------------------------- | ------------------------------------------------- | ------------------------------------------------- |
| Temperatura máxima recorde (°C)                                                                | 40                                                | 39,3                                              | 39,8                                              | 39,2                                              | 38,9                                              | 37,8                                              | 37,6                                              | 39,4                                              | 40,4                                              | 40,9                                              | 40,0                                              | 40,3                                              | 40,9                                              |
| Temperatura máxima média (°C)                                                                  | 36                                                | 35,3                                              | 34,6                                              | 33,9                                              | 33,4                                              | 32,5                                              | 33                                                | 33,9                                              | 35,5                                              | 36,8                                              | 37,1                                              | 36,9                                              | 34,9                                              |
| Temperatura média compensada (°C)                                                              | 29,3                                              | 28,7                                              | 28,2                                              | 27,7                                              | 27,4                                              | 26,7                                              | 26,8                                              | 27,3                                              | 28,3                                              | 29,3                                              | 29,8                                              | 29,8                                              | 28,3                                              |
| Temperatura mínima média (°C)                                                                  | 24,1                                              | 23,8                                              | 23,5                                              | 23,1                                              | 22,6                                              | 21,9                                              | 21,5                                              | 21,5                                              | 22,2                                              | 23,3                                              | 23,8                                              | 24,2                                              | 23                                                |
| Temperatura mínima recorde (°C)                                                                | 20,4                                              | 20,2                                              | 17,6                                              | 16,8                                              | 17                                                | 18                                                | 17,4                                              | 17,6                                              | 18,2                                              | 20,2                                              | 20,4                                              | 20,2                                              | 16,8                                              |
| Precipitação (mm)                                                                              | 96,9                                              | 91,3                                              | 144,6                                             | 147,5                                             | 73,3                                              | 23,6                                              | 11,6                                              | 8,1                                               | 0,7                                               | 9,2                                               | 2,7                                               | 20                                                | 629,5                                             |
| Dias com precipitação (≥ 1 mm)                                                                 | 7                                                 | 7                                                 | 10                                                | 11                                                | 8                                                 | 2                                                 | 3                                                 | 1                                                 | 0                                                 | 1                                                 | 0                                                 | 2                                                 | 52                                                |
| Umidade relativa compensada (%)                                                                | 62                                                | 66,8                                              | 72,3                                              | 74,8                                              | 71,5                                              | 68                                                | 61,9                                              | 56,2                                              | 52,6                                              | 53,1                                              | 52,3                                              | 55,3                                              | 62,2                                              |
| Insolação (h)                                                                                  | 228,7                                             | 207,1                                             | 228                                               | 213,6                                             | 204,5                                             | 167                                               | 194,2                                             | 242,2                                             | 283                                               | 294,2                                             | 282,1                                             | 248,5                                             | 2 793,1                                           |
| Fonte: INMET (normal climatológica de 1981-2010; recordes de temperatura: 14/03/1995-presente) |                                                   |                                                   |                                                   |                                                   |                                                   |                                                   |                                                   |                                                   |                                                   |                                                   |                                                   |                                                   |                                                   |

## Demografia

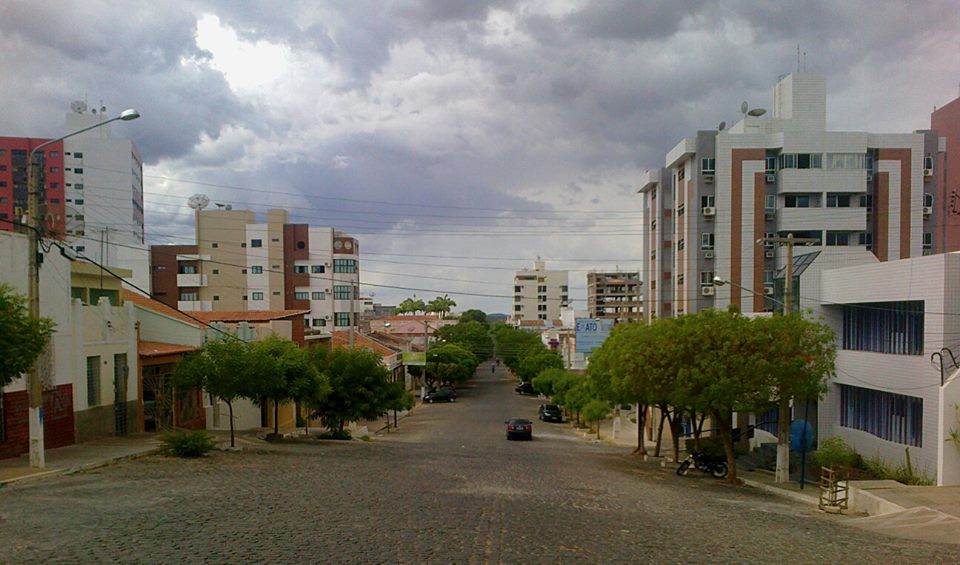
Verticalização presente na rua Felipe Guerra no Centro da cidade

A população do município, de acordo com o Censo de 2022 promovido pelo Instituto Brasileiro de Geografia e Estatística (IBGE) era de 61 146 habitantes, sendo o oitavo mais populoso do estado e apresentando uma densidade populacional de 49,77 habitantes por km². Segundo o censo de 2022, 52,42% da população eram mulheres (32 052 habitantes), 47,58% (29 094 habitantes) homens. Sendo que 93,61% (57 238 habitantes) vivia na zona urbana e 6,39% (3 908 habitantes) na zona rural.
O Índice de Desenvolvimento Humano Municipal (IDH-M) de Caicó é considerado "alto" pelo Programa das Nações Unidas para o Desenvolvimento (PNUD). Seu valor é de 0,710, sendo o quarto maior do estado do Rio Grande do Norte. Considerando o índice educação (IDHM-E) o valor é de 0,619 (médio). O índice da longevidade (IDHM-L) é de 0,824 (muito alto) e o de renda (IDHM-R) é de 0,703 (alto). O município apresenta a maior expectativa de vida ao nascer do estado, com média de 74,1 anos. Os índices sociais de Caicó são considerados melhores em relação a outros municípios do Nordeste, devido à histórica liderança política determinante para a melhoria da infraestrutura social.
No período de 2003 a 2008, a região de Caicó cresceu apenas 3,77% devido a sua baixa taxa de fecundidade geral, fazendo com que a região tivesse a menor taxa de crescimento natural da população do estado do Rio Grande do Norte. No mesmo período a região de Caicó apresentou o maior índice de envelhecimento nos respectivos anos; desse modo, tem-se no ano de 2008, aproximadamente uma média de 35 pessoas acima de 65 anos para cada criança entre 0 e 14 anos. Entretanto, em 2013 a cidade voltou a registrar uma alta taxa de crescimento populacional com um acréscimo de 4,89% motivada pela chegada de novos investimentos.

### Religião e composição étnica
|                                                                                                   |  |                                                       |
| Ilha de Santana, praça e espaço de eventos; ao fundo, no topo da rocha, a Capela de São Sebastião |  | Monumento em homenagem a Sant'Ana, padroeira de Caicó |

A maioria da população se declara Católica Apostólica Romana, contabilizando 90,48% dos habitantes. Outros 2,72% da população é evangélica de origem pentecostal, que seguem a Igreja Assembleia de Deus (1,44%), Igreja Universal do Reino de Deus (0,44%), Igreja Congregação Cristã do Brasil (0,37%), Igreja Deus é Amor (0,22%), entre outras. Seguida dos evangélicos de missão - 1,19%, que se dividem em Presbiterianos (0,59%), Batistas (0,56%) e Adventistas (0,04%). Entre as minorias temos a Igreja de Jesus Cristo dos Santos dos Últimos Dias (0,29%), Testemunhas de Jeová (0,27%), Igreja Messiânica Mundial (0,26%), Budismo (0,19%), Candomblé (0,02%) e Islamismo (0,02%). Ainda 3,96% dos caicoenses declaram não seguir nenhuma religião.
| Composição étnica em Caicó (2022) | Composição étnica em Caicó (2022) | Composição étnica em Caicó (2022) | Composição étnica em Caicó (2022) | Composição étnica em Caicó (2022) |
| --------------------------------- | --------------------------------- | --------------------------------- | --------------------------------- | --------------------------------- |
| Cor/raça                          |                                   |                                   | %                                 |                                   |
| Branca                            | Branca                            |                                   | 56,91%                            | 56,91%                            |
| Parda                             | Parda                             |                                   | 35,22%                            | 35,22%                            |
| Negra                             | Negra                             |                                   | 7,71%                             | 7,71%                             |
| Indígena                          | Indígena                          |                                   | 0,09%                             | 0,09%                             |
| Amarela                           | Amarela                           |                                   | 0,07%                             | 0,07%                             |

Os fortes traços Europeus da população caicoense fez com que os habitantes recebessem a alcunha de galegos, que era utilizado para designar as pessoas mais claras que vieram majoritariamente de norte de Portugal e da fronteira galega na Espanha, principalmente da região do vale do Minho, seguida das regiões de Açores, Estremadura, Douro e Trás-os-Montes, onde eram chamados de patrões-marinheiros, em referência a viagem marítima de Portugal ao Brasil; mas Caicó ainda foi povoada por migrantes de Pernambuco (Goiana e Igarassu), Paraíba e italianos. Acredita-se também que parte da população branca possa ter ascendência Sefardita oriunda da Península Ibérica, dos chamados Cristãos-Novos, pois foram forçados à conversão ao catolicismo, sendo esta uma crença que carece de evidências concretas e que ainda é motivo de estudos.
A presença neerlandesa no município se limitou a expedições científicas em busca de minérios, onde não deixaram descendentes. A presença de negros africanos, apesar de limitada, é muito forte culturalmente na região, onde fundaram a Irmandade dos Negros do Rosário. Em Caicó, os escravos foram libertados antes mesmo da lei Áurea. Os indígenas nativos da região eram originários das famílias Tarairiú (Janduí) e Cariri, onde se dividiam em cinco grupos: Canindés, Jenipapos, Sucurus, Cariris e Pegas. Atualmente, não existem mais índios puros na região, pois foram exterminados, miscigenados e/ou assimilados durante a ocupação branca.

## Política e administração
A administração municipal se dá através de dois poderes: o executivo e o legislativo. O poder executivo é representado pelo prefeito, auxiliado pelo seu gabinete de secretários, em conformidade ao modelo explícito na constituição federal. Já o legislativo é constituído pela câmara, composta por quinze vereadores eleitos. Cabe à casa elaborar e votar leis fundamentais à administração e ao executivo, especialmente o orçamento municipal (conhecido como Lei de Diretrizes Orçamentárias).
Em complementação ao processo legislativo e ao trabalho das secretarias, existem também conselhos municipais, cada um deles versando sobre temas diferentes. Caicó se rege pela sua lei orgânica, promulgada em 4 de abril de 1990, e abriga uma comarca do poder judiciário estadual, de terceira entrância, cujos termos são os municípios de São Fernando e Timbaúba dos Batistas.
De acordo com o Tribunal Superior Eleitoral, Caicó pertence à 25ª zona eleitoral do Rio Grande do Norte e possuía, em novembro de 2016, 41 289 eleitores, o que representa 1,721% do eleitorado potiguar.

## Subdivisões

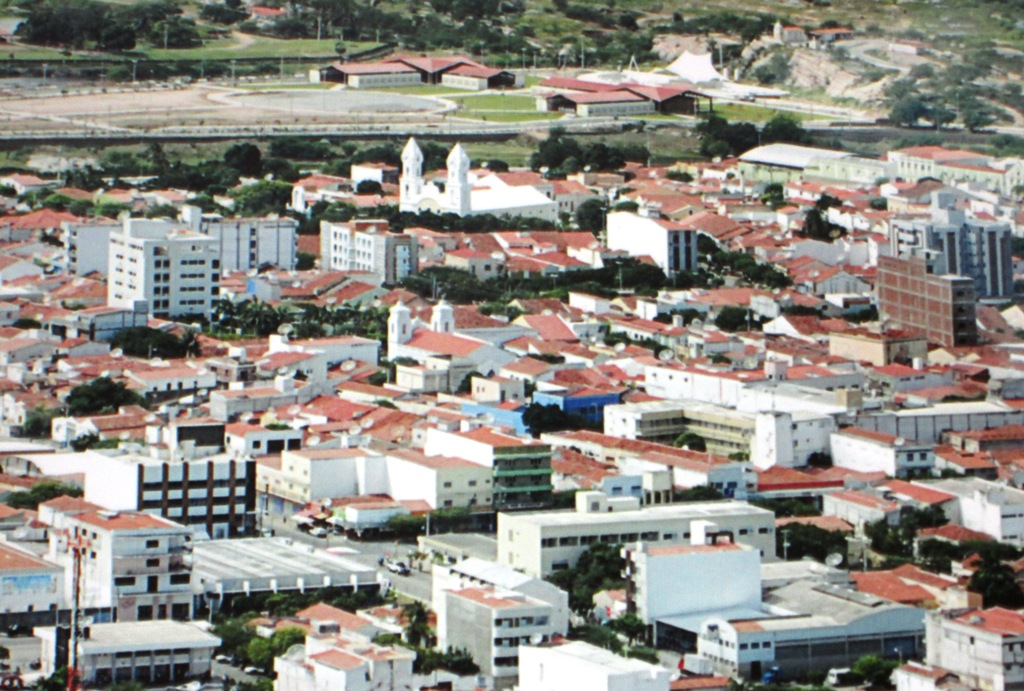
Centro de Caicó, bairro mais populoso da cidade

Atualmente, o município de Caicó é dividido em três distritos (Laginhas, Palma e Perímetro Irrigado Itans-Sabugi), sendo que cada uma é administrada por um subprefeito, nomeado pelo prefeito municipal. Além dos distritos, o município também é formado por aproximadamente trinta bairros: Centro, Paraíba, Acampamento, Penedo, Nova Descoberta, Castelo Branco, Canuto e Filhos, Jardim Satélite - I.P.E., Vila Altiva, Bento XVI, Loteamento Graciosa, Maynard, Itans, Loteamento Santa Clara, Boa Passagem, Vila do Príncipe, Recreio, Darcy Fonseca, Alto da Boa Vista, Samanaú, Salviano Santos, Nova Caicó, Loteamento Serrote Branco, Barra Nova, Barra Nova II, João XXIII, Paulo VI, João Paulo II, Walfredo Gurgel, Adjuto Dias, Frei Damião, Novo Horizonte e Soledade. localizados em cinco zonas distintas (central, norte, sul, leste e oeste).

## Economia
Caicó apresenta uma economia diversificada com base principal na prestação de serviços e com crescimento de cerca de 250% entre 2000 e 2010. A cidade hospeda 2.758 unidades empresariais, sendo um centro sub-regional de categoria A, a terceira mais elevada na hierarquia urbana do Brasil.

### Setor Primário

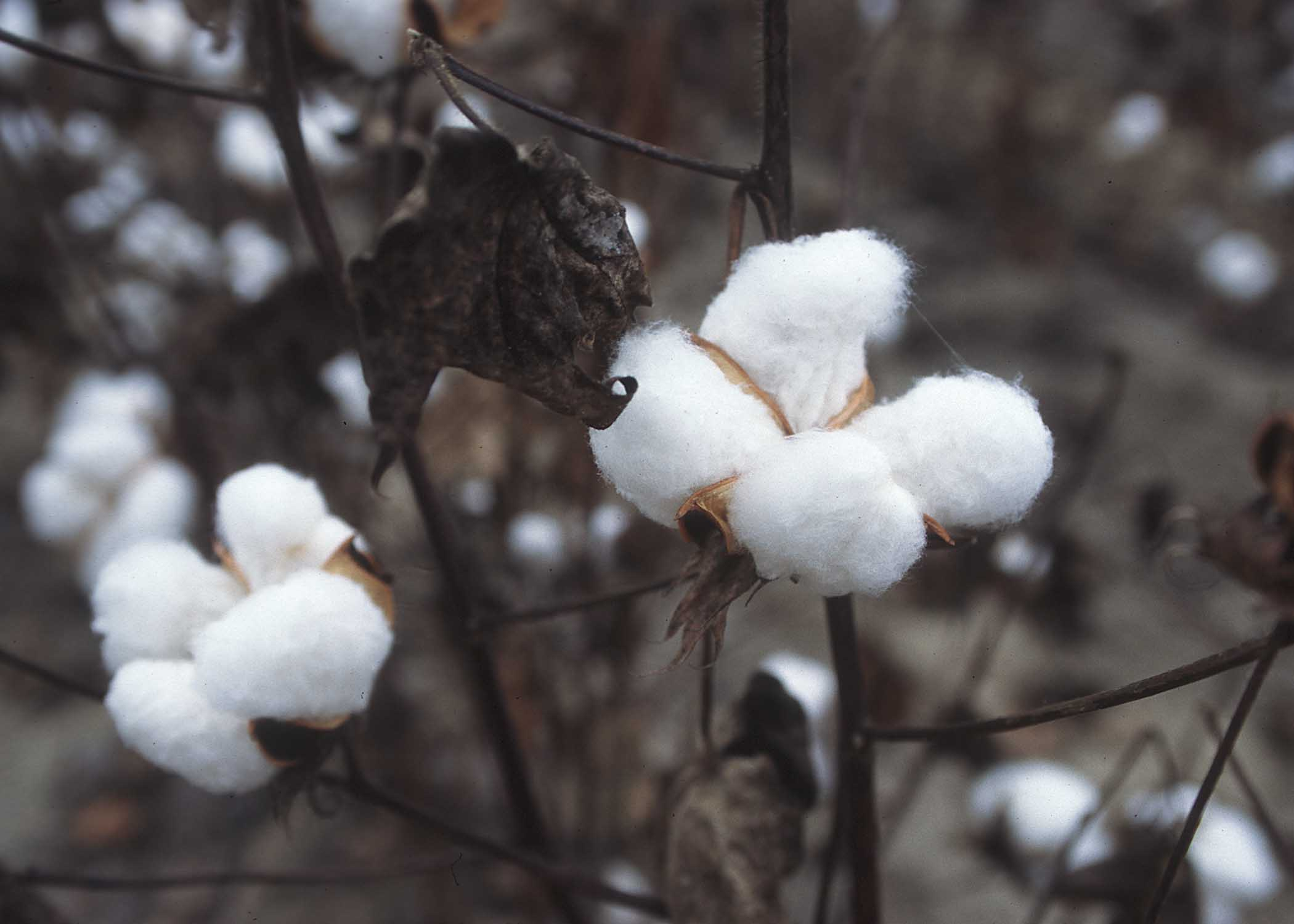
O algodão foi a mais importante atividade econômica do município.

Caicó teve no setor primário a base de sua economia até o início dos anos 70. Atualmente, apenas 8,5% da população vive no meio rural. Em 2010 o setor  da agropecuária movimentou cerca de R$ 26.7 milhões, correspondendo a 4,8% do PIB da cidade no período. O meio rural sobrevive da agricultura familiar e da produção de leite, carne-de-sol e do queijos de manteiga e de coalho. Caicó possui o maior rebanho de bovinos e a maior produção leiteira do Rio Grande do Norte, fornecendo matéria-prima para a produção mensal de mais de 72 toneladas de queijo de manteiga, 27 toneladas de queijo coalho e mais de 6 mil litros de manteiga-de-garrafa em suas 93 unidades fabris. Sua principal unidade produtora de leite pasteurizado fornece 265 mil litros por mês.
A produção de cachaças já se destaca a nível nacional, tendo sua qualidade atestada pela imprensa especializada, a cachaça (Samanaú envelhecida) produzida em Caicó, é considerada a melhor do mundo em avaliação de revista dos Estados Unidos. No ano de 2000 o rebanho bovino da cidade era de 30508 cabeças, seguido pelo número de 36442 aves, 2094 caprinos e 11898 ovinos. A agricultura comercial destaca-se com o plantio de feijão, milho, girassol e arroz, mas não exercendo grande representatividade na economia municipal.

### Setor Secundário

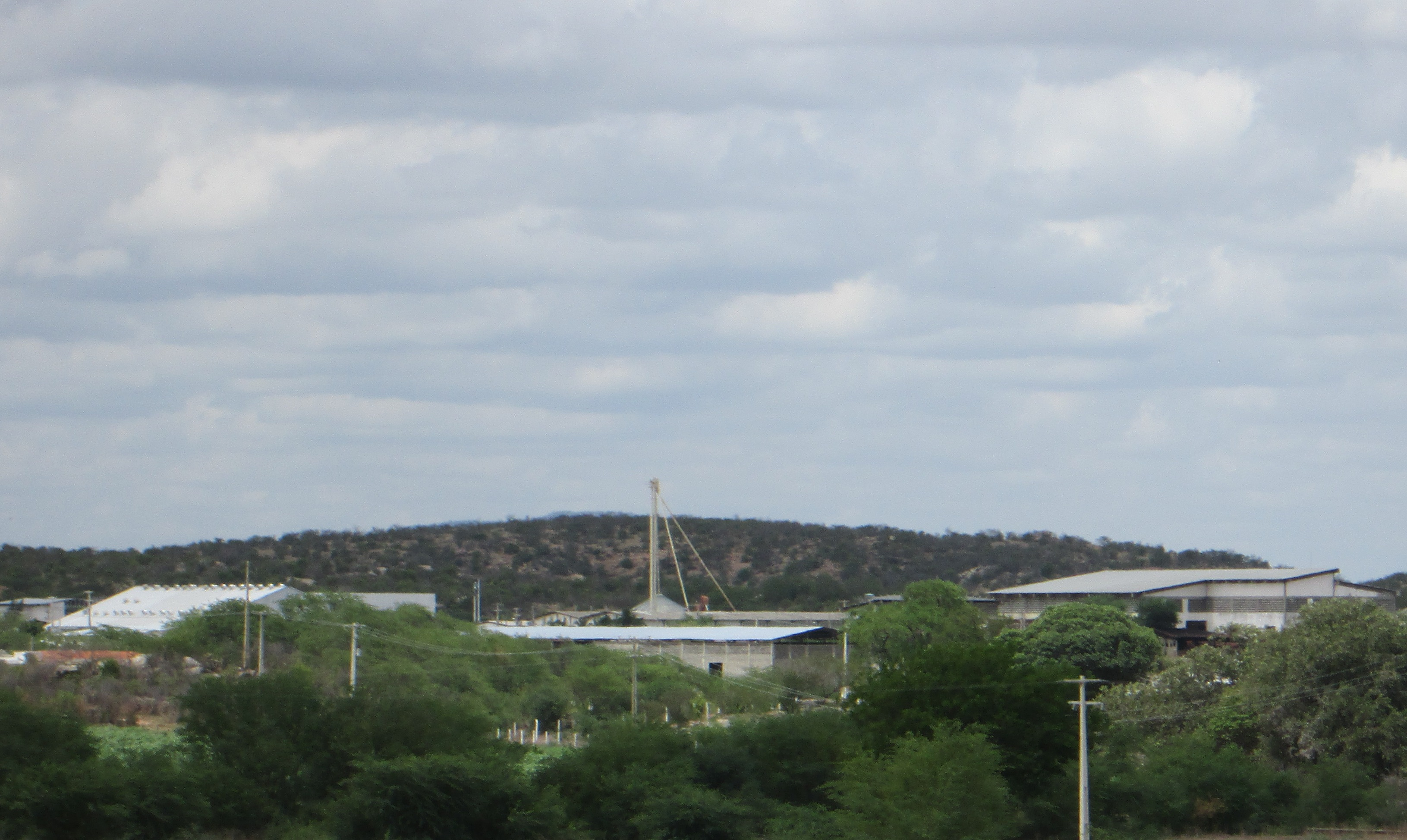
Indústrias na Zona Oeste da cidade

O setor industrial movimentou no ano de 2010 cerca de R$ 40.4 milhões, correspondendo a 7,4% do PIB da cidade. Em 1980, Caicó contava com 100 unidades industriais; em 1991, passou a contabilizar 141 estabelecimentos, o que representou um crescimento relativo de 41%, e, no ano de 2009 foram notificados 381 estabelecimentos, obtendo uma variação percentual no crescimento, entre 1991 e 2009, da ordem de 170%. A cidade destaca-se ainda por ser o maior polo de produção de bonés do Nordeste do Brasil. Tradicionalmente a cidade se destaca pela produção de bordados artesanais típicos que são valorizados no mercado interno e externo. A indústria têxtil vem se consolidando como a vocação da cidade e vem crescendo paulatinamente, principalmente o ramo de confecção de camisetas e underwear. A cidade ainda possui várias indústrias de beneficiamento de alimentos, como de laticínios (leite pasteurizado, queijos e iogurte); café, arroz e milho (torrefação, moagem e embalamento), sorvetes e panificação.  No setor secundário ainda se destaca a produção de produtos à base de argila, como tijolos, lajotas e telhas, Caicó produz em média 1200 milheiros mensais. Quanto à produção de cal, a cidade fornece mais de 245 toneladas por mês. A principal matriz energética do município é o uso da lenha extraída de espécies da caatinga, isso se deve a inexistência de um gasoduto que reduzisse o impacto ambiental.

### Setor Terciário

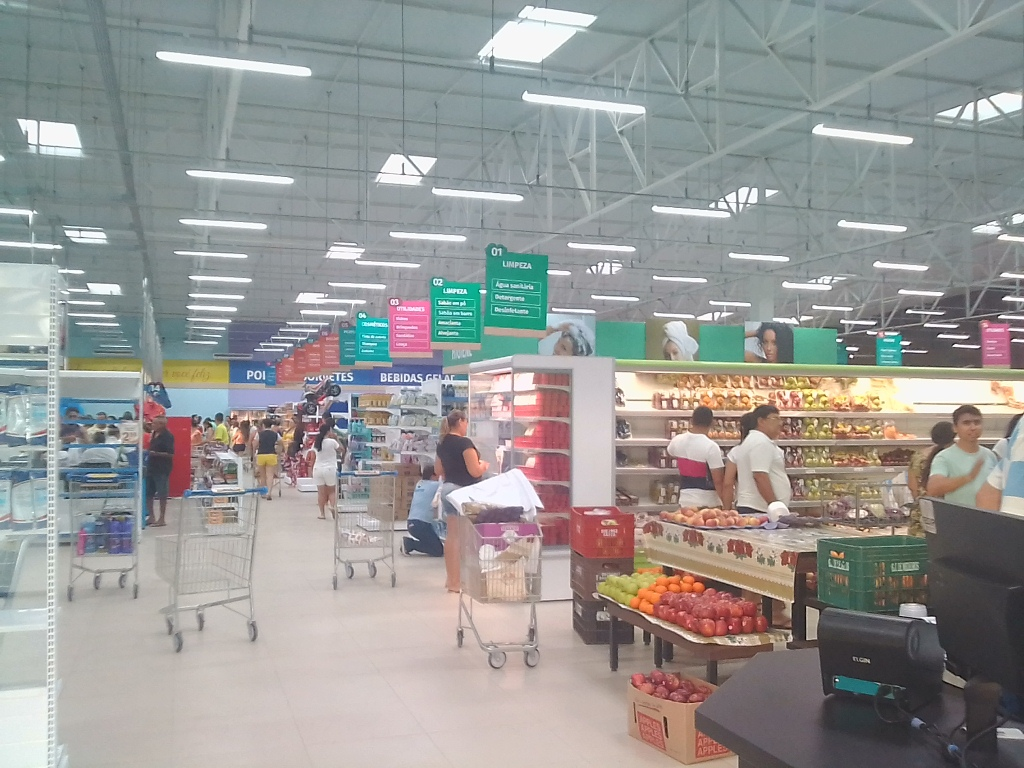
Estabelecimento do terceiro setor na Zona Norte. O aumento da renda e a expansão da cidade têm proporcionado o surgimento de grandes estabelecimentos comerciais

O setor de serviços movimentou em 2010 o equivalente a R$ 422.2 milhões, correspondendo a 87,8% de tudo o que é produzido no município. A cidade polariza os serviços da região do Seridó Potiguar e Paraibano, com serviços médicos, jurídicos, escolares e bancários; funcionalismo público; a presença das Forças Armadas - (1º Batalhão de Engenharia de Construção - Batalhão Seridó); além de seu intenso e diversificado comércio realizado com as cidades da região. Outro segmento que cresce no município é o turismo, onde observa-se a cada dia aumentar o número de restaurantes, pousadas, hotéis e a consequente especulação imobiliária.

## Infraestrutura

### Educação

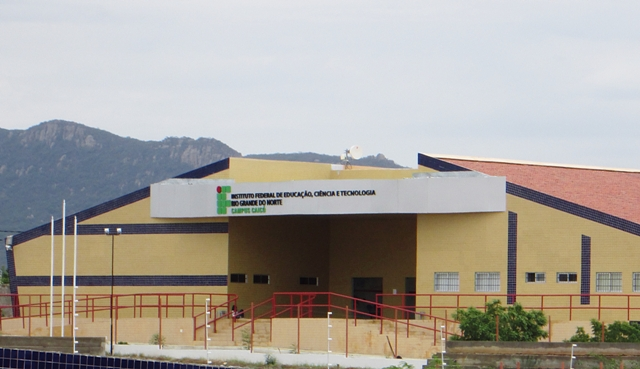
O Instituto Federal do Rio Grande do Norte oferece graduação em Física e cursos técnicos de Vestuário, Eletrotécnica, Têxtil e Informática.

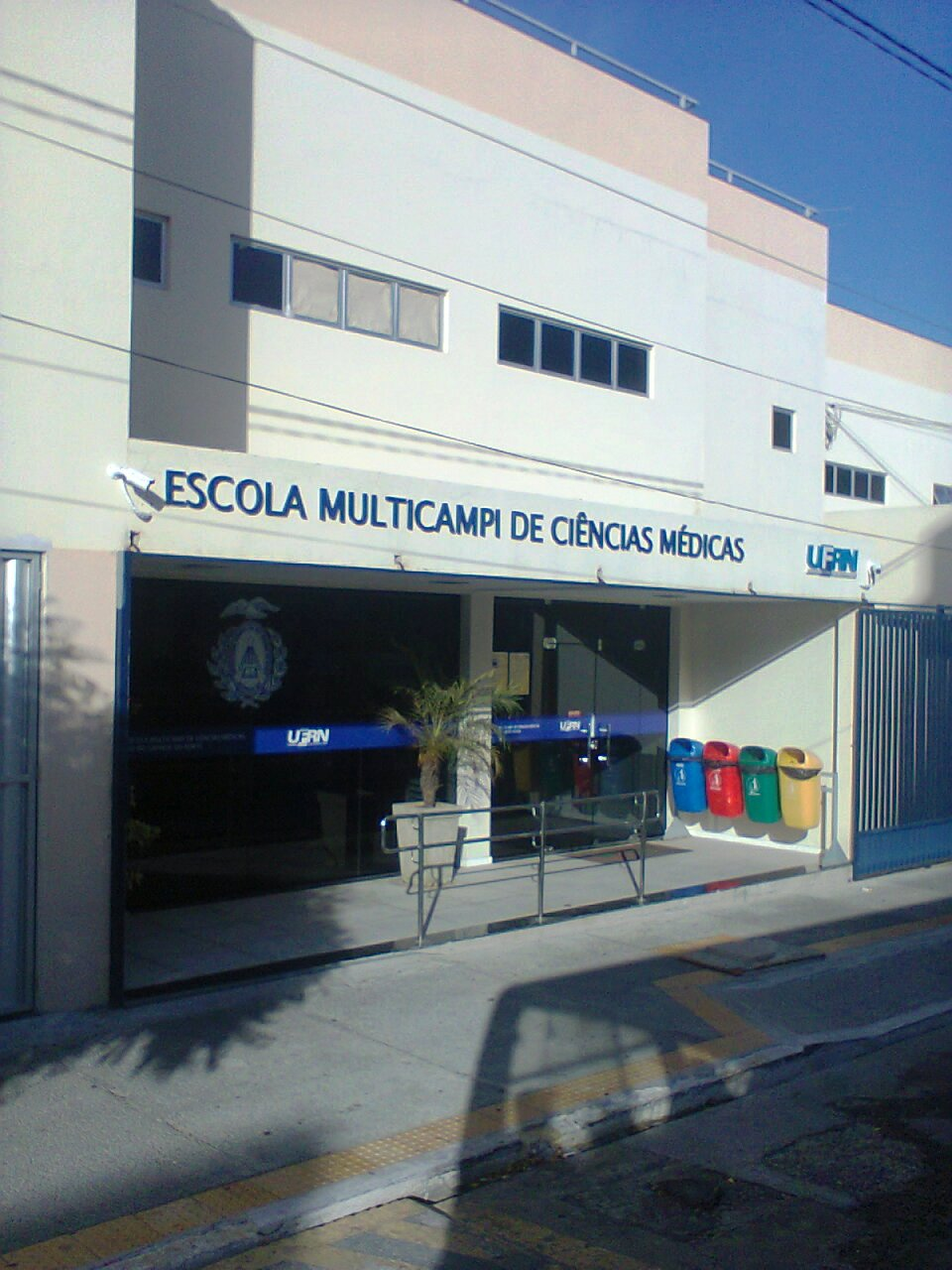
Escola Multicampi de Ciências Médicas, que oferece o curso de medicina.

De acordo com os dados do Censo Escolar 2020 do INEP, a cidade conta com 66 estabelecimentos escolares, sendo 31 de administração municipal, 15 escolas sob administração estadual, um estabelecimento sob esfera federal e 19 escolas privadas. Com um total de 12973 alunos matriculados, desses 10 escolas dispõem de ensino médio.
Caicó conta com importantes universidades públicas e privadas:
Temos a Faculdade Católica Santa Teresinha oferece cursos de Administração, Ciências Contábeis, Serviço Social. A cidade conta com um Polo da Universidade Potiguar que oferece cursos de graduação ofertados na modalidade semipresencial em Administração, Ciências Contábeis, Enfermagem, Educação Física, Engenharia Civil, Marketing, Nutrição, Pedagogia e Serviço Social.
Além disso, Caicó conta também com o Centro Regional de Ensino Superior do Seridó - Universidade Federal do Rio Grande do Norte, oferecendo cursos presenciais de Contabilidade, Direito, Geografia, História, Pedagogia, Matemática, Sistemas de Informação e Medicina em uma estrutura multicampi.
A Universidade do Estado do Rio Grande do Norte (Campus Caicó) dispõe dos cursos de Enfermagem, Filosofia e Odontologia.
O Instituto Federal do Rio Grande do Norte oferece graduações em Física e Tecnologia em Design de Moda, e ainda oferta cursos técnicos na área de Eletrotécnica, Informática, Têxtil e Vestuário, ainda atendendo a três mil alunos com cursos de qualificação e requalificação.
O município dispõe com instituições de ensino técnico como SENAC, SENAI, SEBRAE, SESI, além de cursos privados oferecidos por franquias e escolas de idiomas. Caicó dispõe ainda da Biblioteca Municipal Olegário Vale sediada em um prédio histórico da cidade, que detém um acervo de aproximadamente 8 mil livros. A mesma teve sua estrutura renovada, com rampas de acessibilidade, laboratórios de informática, videoteca, salas de estudo e pesquisa, sala infanto-juvenil e hemeroteca.

### Saúde

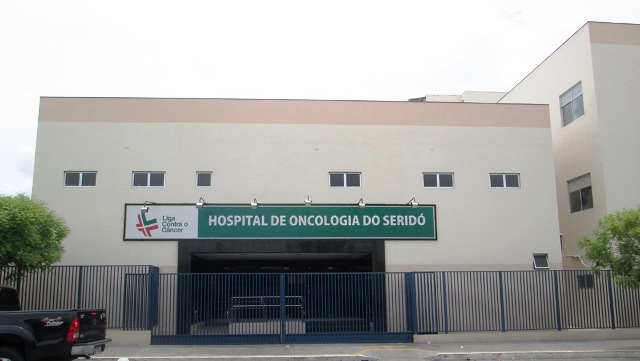
Vista parcial do Hospital de Oncologia do Seridó

A cidade conta 208 leitos hospitalares, sendo 13 unidades do Programa Saúde da Família, 8 unidades básicas, 4 postos de saúde na zona rural, centro clínico, Hospital de Oncologia do Seridó - Liga Norte-rio-grandense contra o Câncer, Serviço de Atendimento Móvel de Urgência - SAMU, policlínica CRIS-Centro Regional Integrado de Saúde, CEREST-Centro Regional de Referência em Saúde do Trabalhador, Centro de Reabilitação Infantil e Adulto, laboratório municipal e laboratório regional, Divisão de Vigilância Sanitária, Centro de Controle de Zoonoses, Centro de Apoio Psicossocial-CAPS III (Hospital Psiquiátrico Milton Marinho), Farmácia UNICAT, Hemocentro, Pronto socorro Unimed 24 horas, Projeto "Saúde na Praça"; além das várias clínicas, laboratórios e consultórios privados.

### Transportes
A cidade de Caicó é um dos mais importantes entrepostos rodoviários do Nordeste setentrional graças à sua posição privilegiada entre os estados do Ceará, Rio Grande do Norte e Paraíba. Caicó é cortada no sentido leste-oeste pela rodovia federal BR-427 ligando a cidade com os municípios de Jardim do Seridó e Serra Negra do Norte. A partir dela deriva conexões através de rodovias estaduais, que a interliga com outros municípios, como São Fernando através da RN 83; Timbaúba dos Batistas através da RN 84; A RN 288 interliga aos municípios de São José do Seridó, a oeste, e Jardim de Piranhas, à leste. Ainda possui a RN 118 que corta a cidade no sentido norte-sul interligando à São João do Sabugi e Jucurutu. Estas vias principais formam o complexo rodoviário que torna o acesso à Caicó muito fácil.
Em 2013, finalizou-se a construção do contorno rodoviário de Caicó, conectando as rodovias estaduais RN-118 e RN-288 à BR-427 por fora do perímetro urbano do município, sendo batizada de "estrada do ferro", devido a sua função de escoamento da produção de minério de ferro das minas de Jucurutu. O transporte rodoviário coletivo intermunicipal é realizado por várias empresas, onde possuem o Terminal Rodoviário Manoel de Neném como ponto de embarque e desembarque. Para transporte aeroviário, o município apresenta o Aeródromo Dr. Rui Mariz apenas para voos fretados. Em fevereiro de 2014, o ministro Moreira Franco anunciou a construção do Aeroporto Regional de Caicó, com potencial estimado em 18 mil passageiros por ano até 2025.
O transporte cicloviário ainda é tímido, havendo a disponibilidade de 2,1 km de ciclovias na cidade. É possível encontrar ciclovias na Ilha de Sant'Ana e às margens do Açude Recreio. Apesar da fraca presença cicloviária, com um índice de 1 km de ciclovias para cada 29 mil habitantes, Caicó é a cidade potiguar mais bem avaliada no quesito.

### Parques e espaços públicos

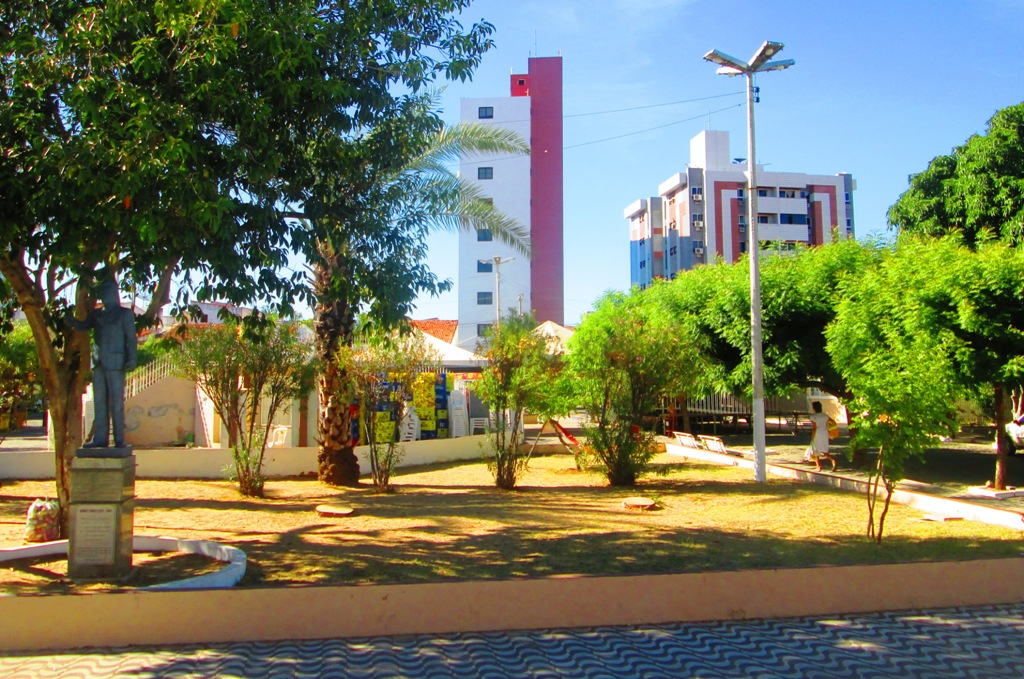
A Praça da Liberdade concentra serviços de alimentação e música à noite

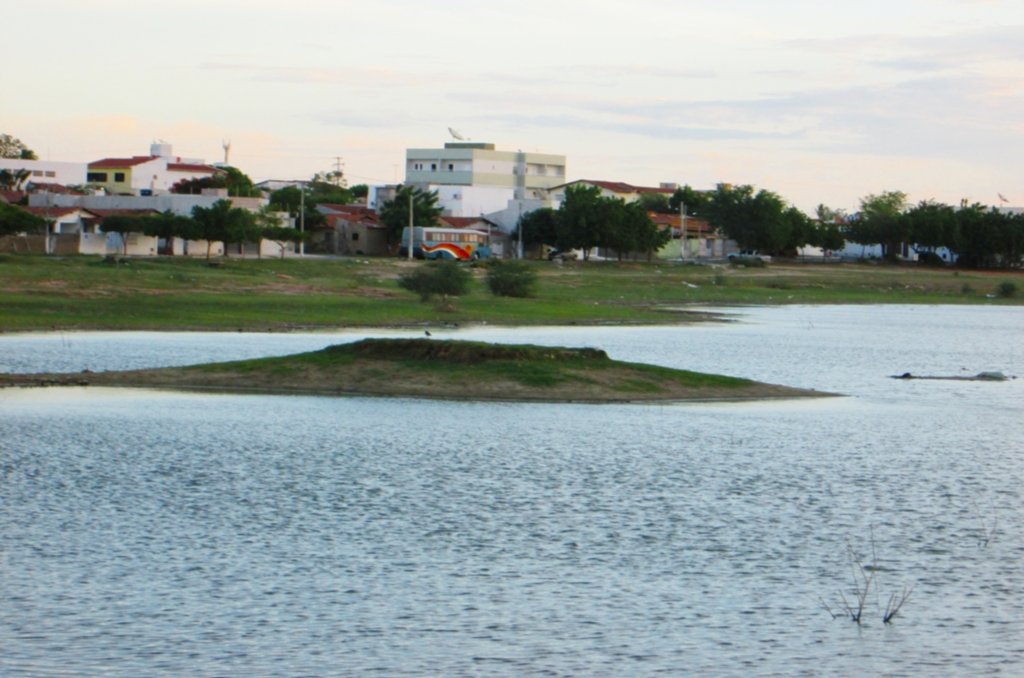
Açude Recreio, considerado o segundo mais antigo do Brasil será uma das UCs do município.

A Ilha de Sant'ana trata-se de um complexo turístico rodeado pelo Rio Seridó dispondo de ginásio, praça, anfiteatro, área de Caatinga conservada, ciclovias, pontos geológicos de importância como a Pedra da Baleia, espaço para eventos, dentre outros. Atualmente está em curso o projeto de transformação das margens do Açude do Recreio em unidade de conservação. Ainda no início de 2014 foram iniciados estudos para a criação de mais três unidades de conservação (UC) no município através da Secretaria do Meio Ambiente, UFRN e Idema. As áreas escolhidas foram a Serra de São Bernardo, o açude Itans e um sítio privado.

### Segurança Pública
A cidade é guarnecida pelo 6º Batalhão de Polícia Militar, chamado Batalhão Dinarte Mariz, possui contingente de 554 policiais militares divididos em 3 companhias, abrangendo 15 municípios; nas modalidades de policiamento de guarda, policiamento a pé, policiamento motorizado, policiamento montado, policiamento especial - Grupo Tático de Combate e policiamento ambiental. A cidade ainda conta com Delegacia de Polícia Civil, Delegacia de Atendimento ao Menor e Delegacia de Atendimento a Mulher, além do Instituto Técnico-Científico da Polícia - ITEP. Para o cumprimento de mandados de reclusão existe a Casa de Albergue e a Penitenciária Estadual do Seridó. A cidade ainda é sede do 3º Subgrupamento de Bombeiros, contando com 57 militares, abrangendo 26 municípios.

### Abastecimento
A cidade é abastecida por duas fontes independentes: o Açude Itans e a Barragem Passagem das Traíras. No entanto, devido ao clima adverso, baixo potencial dos aquíferos subterrâneos e topografia desfavorável, foi necessária a construção de uma garantia adicional, através do Sistema adutor Piranhas Caicó, que possui como fonte de água o rio Piranhas na cidade de Jardim de Piranhas. O tratamento e distribuição da água é realizada pela Companhia de Águas e Esgotos do Rio Grande do Norte - CAERN.
No início de 2017 foi adicionado ao sistema a Adutora Emergencial de Caicó, construída pelo Departamento Nacional de Obras Contra as Secas - DNOCS. A adutora foi implantada com objetivo de reforçar o abastecimento na região do Seridó. A adutora tem 63.134 metros de extensão. Ela foi construída como derivado da adutora Serra de Santana, que capta água na barragem Armando Ribeiro Gonçalves.

## Cultura

### Culinária

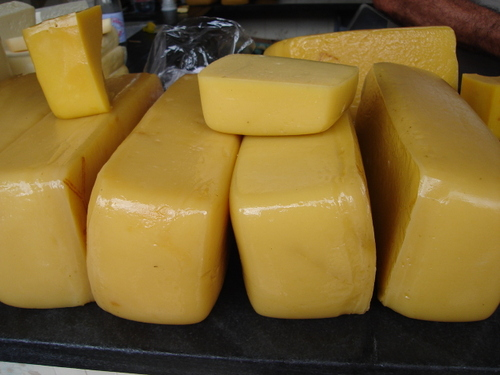
Queijo de Manteiga típico do Seridó

A culinária caicoense trata-se da gastronomia tipicamente praticada na região do Seridó. Conhecida principalmente pelo consumo de derivados bovinos, como a carne-de-sol e os queijos típicos (manteiga e coalho), é grande parte baseada na culinária oriunda dos colonizadores portugueses, sofrendo influência dos costumes indígenas locais, judaicos e dos escravos africanos. Conhecida por chefs de cozinha por sua qualidade, exclusividade e valor nutritivo.

### Arquitetura

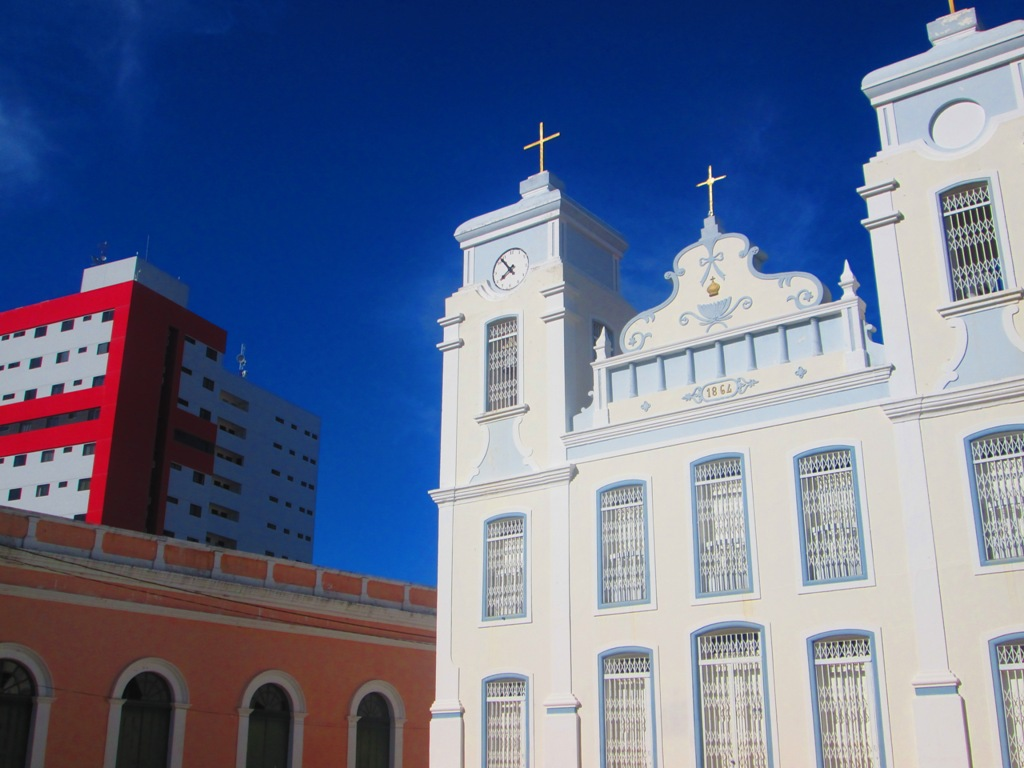
O velho e o novo convivem lado a lado no Centro da cidade. Na imagem, Igreja do Rosário, Antiga Prefeitura e edifício Santa Costa

O patrimônio arquitetônico de Caicó vai do colonial ao moderno. A arquitetura colonial presente no município foi construído após tal período, no entanto, houve preservação dessa linha, como pode ser vista na Casa de Pedra do português Gama, considerada primeira residência caicoense, e na antiga cadeia, atual Museu do Seridó. Com o enriquecimento da cidade, mediante a expansão da cotonicultura, Caicó investiu em sua urbanização inspirada nas cidades maiores de Pernambuco e Paraíba, de onde foram trazidos mestres para a elaboração de fachadas e beirais; Assim como sofreu inspiração europeia, trazida pelos arquitetos italianos "Irmãos Giffoni", que se estabeleceram na cidade durante a segunda metade do século XIX. Nessa época vigorou a arquitetura eclética, vista em residências espalhadas pelo centro da cidade e no Mercado Público Municipal. A partir da década de 40 do século XX, iniciou-se a transição do ecletismo para o proto-modernismo e modernismo, visto em algumas residências e no Centro Educacional José Augusto. O casario rural do município também merece destaque, como nas casas-sede das fazendas com sua arquitetura austera e simplificada, exibindo amplos alpendres e sotãos, assim como um dos elementos típicos da região, as cercas de pedra que delimitam as propriedades. Grande parte da arquitetura antiga do município vem sendo destruída ou alterada devido a inexistência de legislação municipal de proteção a esses bens.

### Artes

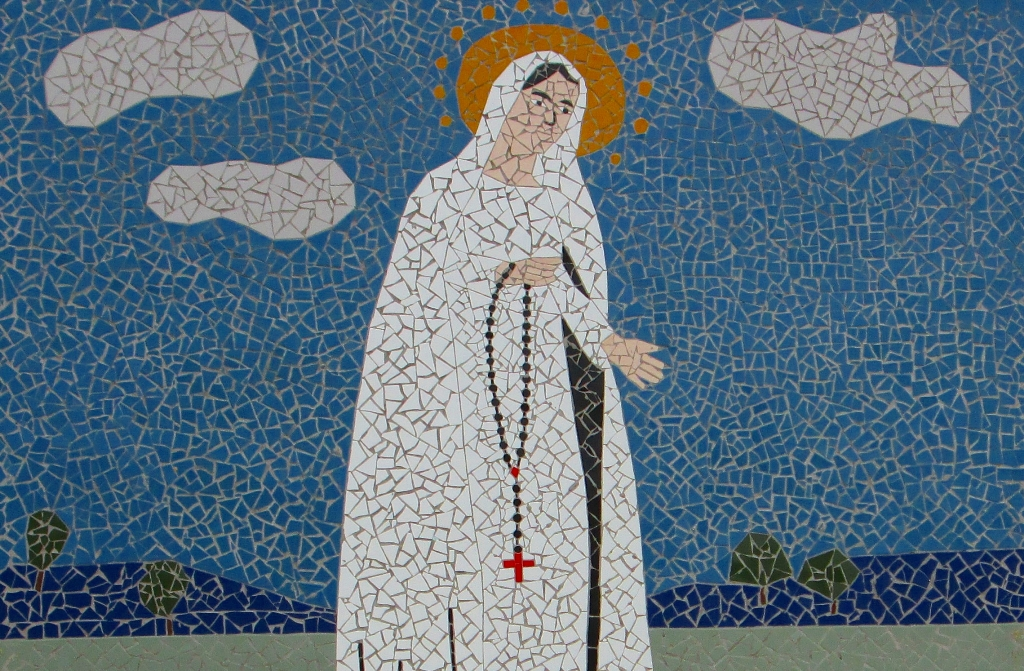
Mosaico gigante em parede de escola pública do bairro Vila do Príncipe.

O artesanato é uma das formas mais espontâneas da expressão cultural caicoense. A cidade é nacionalmente conhecida pela qualidade da confecção de bordados, mas ainda possui destaque seus trabalhos em couro e cerâmica. Em várias partes do município é possível encontrar uma produção artesanal diferenciada, feita com matérias-primas regionais e criada de acordo com a cultura e o modo de vida local. Alguns grupos reúnem diversos artesãos da região, disponibilizando espaço para confecção, exposição e venda dos produtos artesanais. Normalmente essas peças são vendidas em feiras, exposições ou lojas de artesanato. Na cidade destaca-se a Feira de Artesanato dos Municípios do Seridó, que é realizada desde 1983 e ocorre durante os festejos da padroeira de Caicó.
Quanto à música, a cidade possui desde 1907 a Filarmônica Recreio Caicoense sob administração municipal, também apelidada de "A Furiosa"; e o Coral Sertão Encanto pertencente a UFRN.

### Atrações turísticas e eventos

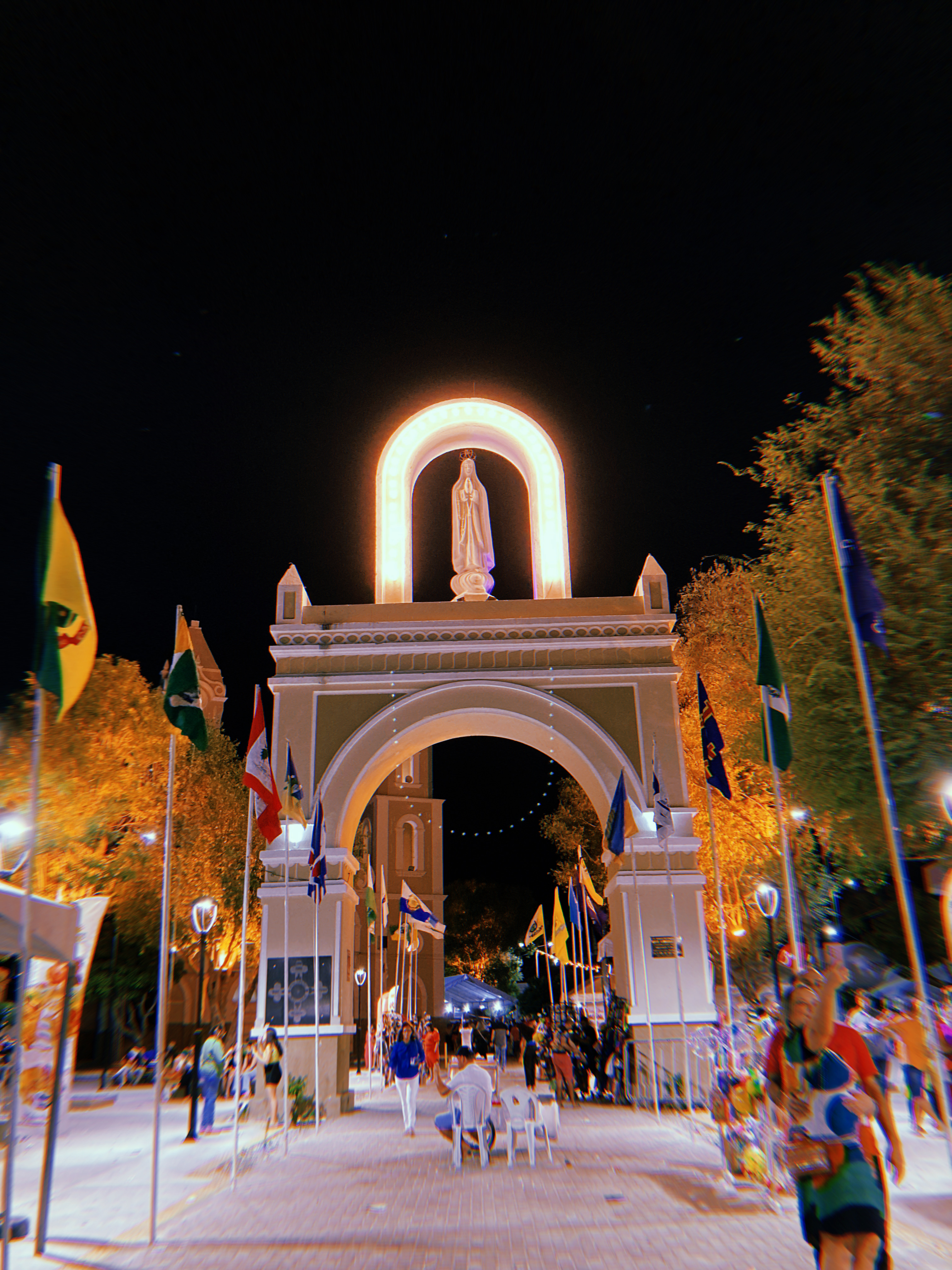
O Arco do Triunfo, é um monumento construído em homenagem à passagem da imagem peregrina de Nossa Senhora de Fátima pela cidade em 1953.

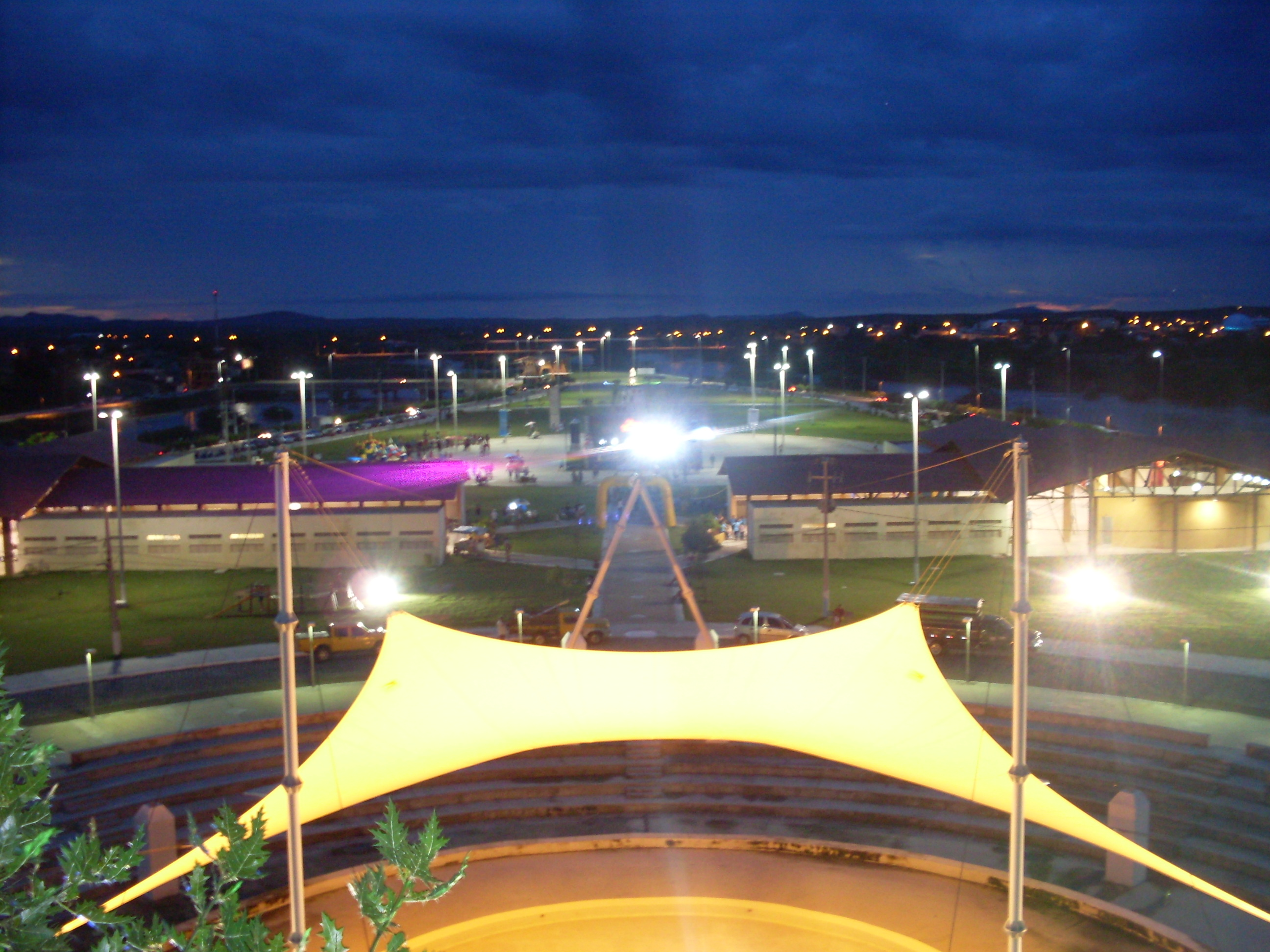
Vista do Serrote da Cruz da Ilha de Sant'Ana.

Caicó possui diversos pontos turísticos espalhados por seu território, como o Museu do Seridó, o Castelo de Engady, o Largo de Santana, os Balneários do Iate Clube, a Estação de Psicultura do Açude Itans, o Mosteiro das Clarissas, o Centro Cultural Deputado Adjuto Dias, o Poço de Sant'Ana, a Ilha de Sant'Ana, a Casa de Pedra, o Sobrado Padre Guerra - Casa da Cultura, a Catedral de Sant'Ana, o Colégio Diocesano Seridoense, o Mercado Público Municipal, o Santuário do Rosário, o Arco do Triunfo, a Praça da Liberdade (ou Praça Senador Dinarte Mariz), a Praça Dr. José Augusto - Praça da Alimentação, o Antigo Casario Caicoense.
Caicó também realiza uma diversa quantidade de eventos todos os anos. Entre eles, destacam-se: o Carnaval (em fevereiro), o Caicó Fest (no mês de maio), as Vaquejadas, o Curta Caicó (Festival de Cinema, realizado no mês de junho), a Festa de Sant'Ana (padroeira caicoense, realizada no mês de julho),  os Jogos Escolares do Rio Grande do Norte - JERN's - (que acontecem em agosto), a Festa do Rosário (realizada no mês de outubro), e a festa de emancipação política de Caicó, celebrada no mês de dezembro.

### Museus e espaços culturais

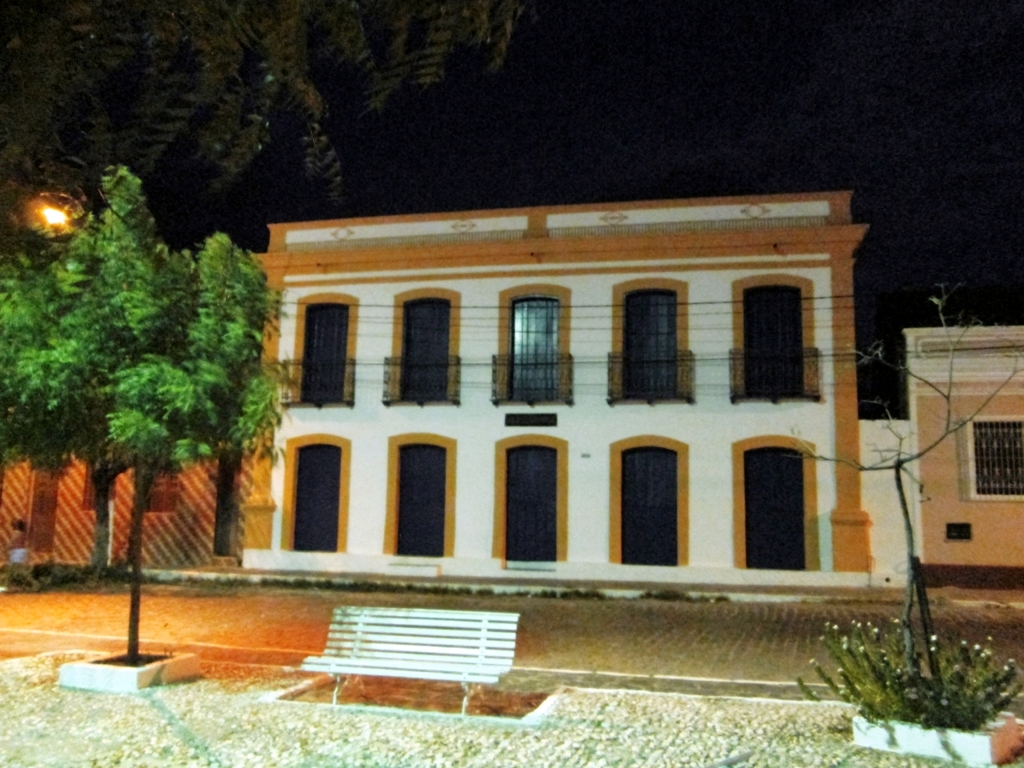
Casa da Cultura de Caicó

- Museu do Seridó: é uma instituição da Universidade Federal do Rio Grande do Norte (UFRN), sendo uma unidade de preservação, conservação e divulgação da memória e da história seridoense. Sediado no antigo prédio do Senado da Câmara e cadeia pública da Vila do Príncipe, concluída em 1812. O acervo existente foi contextualizado a partir de um tema central - Seridó, terra nossa de cada dia, dividido em cinco núcleos expositivos: Seridó, terra e homem pré-cabralino; Sociedade, produção e trabalho; Devoção e arte no Seridó; Ofício e arte do Seridó; e Indústria alimentícia de subsistência. O museu ainda conta com exposições provisórias de artistas locais.[94]
- Centro Cultural Dep. Adjuto Dias: foi inaugurado em 2002,possui 447 poltronas, 2 camarotes, uma sala de projeção de cinema, 4 camarins, 5 salas para oficinas, estacionamento para 300 carros, além de ar condicionado central. Ele está localizado no bairro Paraíba e ocupa uma área de 1770 m². Destina-se a apresentação de expressões artísticas, como teatro, música, dança e artes plásticas.[95]
- Casa da Cultura: localizada no sobrado do Padre Brito Guerra, prédio histórico da cidade, o local é dos mais atuantes quanto a presença de manifestações culturais. Contando atualmente com duas exposições permanentes: Brinquedos Populares e Galeria dos Imortais Caicoenses.[96]

### Esportes

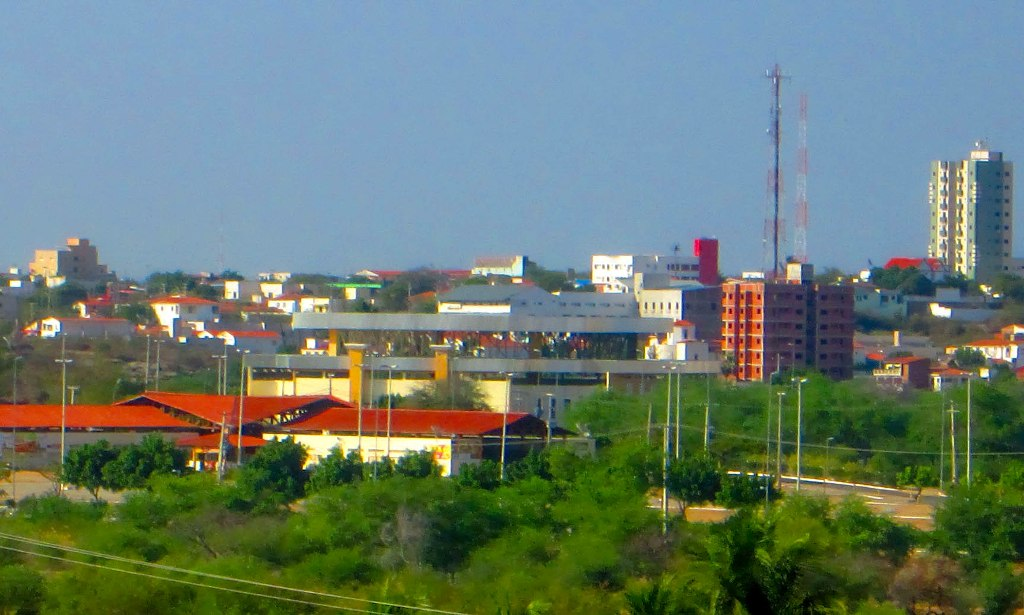
Ginásio Poliesportivo Nonozão, com capacidade para 3000 pessoas, onde são realizados os Jogos Escolares do Rio Grande do Norte - JERNS